# Antônio Carlos dos Santos Aguiar
Antônio Carlos dos Santos Aguiar más conocido como Antônio Carlos, (Río de Janeiro, Brasil; 22 de junio de 1983) es un futbolista brasileño que juega de defensa actualmente en Magallanes de la Primera B de Chile.

## Trayectoria
Antonio Carlos se inició en el fútbol profesional actuando por el Fluminense en 2003. Con cierta notoriedad por ser titular, su trayectoria en el tricolor carioca quedó marcada por haber hecho un gol de cabeza que le dio el título estadual de 2005 en los descuentos del partido contra el Volta Redonda.
Su buen comienzo de carrera lo acreditó para ser transferido al fútbol europeo, donde defendió el Ajaccio, de Francia, a partir de 2005. Aunque fue titular, debido a la mala campaña del equipo, encontró dificultades para mantener al club en la división principal del país.
En 2007, regresó al fútbol brasileño, al ser contratado por el Atlético Paranaense. Por este equipo, llegó a ser capitán, además de haber sido Campeón Paranaense en 2009. Sin embargo, a mediados de esta temporada, en medio de una crisis que asoló al club, fue alejado del elenco principal el deportista con otros jugadores. De esta forma, Antonio Carlos fue prestado al Atlético Goianiense, que entonces volvía a la Serie B. El zaguero fue pieza importante para la consolidación del acceso del club a la Primera División del Campeonato Brasileño.
Al final de su préstamo al equipo goiano, en el año 2010, el jugador fue nuevamente prestado, esta vez al Botafogo, haciendo que Antonio Carlos regrese a su ciudad natal. En diciembre de 2010 fue comprado por el club y firmó un contrato hasta el final de 2014. Ayudó al Botafogo a ser campeón del Campeonato Carioca. 
Tras no tener chances en el equipo fue traspasado a Sao Paulo, que sufría con la falta de defensores tras la salida de Rhodolfo y el alejamiento de Lucio. En su tercer partido por el club, la segunda como titular, la victoria por 1 a 0 sobre el Náutico, Antônio Carlos fue expulsado a los 15 minutos de la segunda etapa, cuando cometió falta sobre el delantero adversario Rogério. El 15 de septiembre Antonio Carlos marcó su primer gol con la camiseta tricolor, en la victoria por 2 a 0 ante el Vasco da Gama, en el Estadio São Januário, por la 21ª ronda del Brasileirão de 2013. El 5 de octubre, pareciendo haberse vuelto "artillero", Antonio Carlos fue fundamental en la victoria ante el Vitória, por 3 a 2, en el Estadio Morumbí. 
En 2015, Antonio Carlos bajó la tercera reserva, insatisfecho, acabó pidiendo ser liberado del tricolor. El 28 de abril de 2015, Antonio Carlos firmó contrato con el Fluminense un contrato de dos años, pero al final del mismo año acabó siendo liberado por no "resolver" el problema con el contrato con Sao Paulo.
El 26 de febrero de 2016, el defensa cerró contrato con el Avaí, que estaba en busca de un zaguero más experimentado.
El 22 de marzo de 2016, Antonio Carlos solicitó la rescisión de contrato con el club catarinense, afirmando que estaba con ganas de volver a Río de Janeiro y además por la secuencia de los malos resultados.
Desde aquel tiempo, el jugador paso por el Boavista, Brusque Futebol Clube y desde agosto de 2018, es nuevo refuerzo de Magallanes club que disputa el torneo de la Primera B de Chile, en el cual se encuentran el mundialista chileno Mark González y el mundialista uruguayo Sebastián Abreu, con quien compartió camarín en años anteriores en Botafogo.

## Clubes
| Club                         | País    | Año           |
| ---------------------------- | ------- | ------------- |
| Fluminense                   | Brasil  | 2003 - 2005   |
| A.C. Ajaccio                 | Francia | 2005 - 2007   |
| Atlético Paranaense          | Brasil  | 2007 - 2009   |
| Atlético Goianiense (cedido) | Brasil  | 2009 - 2010   |
| Botafogo                     | Brasil  | 2010 - 2013   |
| São Paulo                    | Brasil  | 2013 - 2015   |
| Fluminense                   | Brasil  | 2015          |
| Avaí                         | Brasil  | 2016          |
| Ceará                        | Brasil  | 2016          |
| Boavista                     | Brasil  | 2017          |
| Brusque                      | Brasil  | 2018          |
| Magallanes                   | Chile   | 2018-presente |

## Palmarés

### Campeonatos nacionales
| Título                | Club                | País   | Año  |
| --------------------- | ------------------- | ------ | ---- |
| Campeonato Carioca    | Fluminense          | Brasil | 2005 |
| Taça Río              | Fluminense          | Brasil | 2005 |
| Campeonato Paranaense | Atlético Paranaense | Brasil | 2009 |
| Taça Río              | Botafogo            | Brasil | 2010 |
| Taça Guanabara        | Botafogo            | Brasil | 2010 |
| Campeonato Carioca    | Botafogo            | Brasil | 2010 |
| Taça Río              | Botafogo            | Brasil | 2012 |
| Taça Guanabara        | Botafogo            | Brasil | 2013 |
| Taça Río              | Botafogo            | Brasil | 2013 |
| Campeonato Carioca    | Botafogo            | Brasil | 2013 |